# Campeonato Asiático de Atletismo de 2011 - Revezamento 4x100 m masculino
A prova dos 4 x 100 metros estafetas masculino do Campeonato Asiático de Atletismo de 2011 foi disputada entre os dias 8  e 10 de julho de 2011 no Kobe Universiade Memorial Stadium em Kobe,  no Japão. 

## Recordes
Antes desta competição, os recordes mundiais e do campeonato nesta prova eram os seguintes:
|                       | Nome                                                                          | Nacionalidade | Tempo  | Local   | Data                  |
| --------------------- | ----------------------------------------------------------------------------- | ------------- | ------ | ------- | --------------------- |
| Recorde mundial       | Nesta Carter, Michael Frater Usain Bolt, Asafa Powell                         | Jamaica       | 37s 10 | Pequim  | 22 de agosto de 2008  |
| Recorde do campeonato | Kongdech Natenee, Vissanu Sophanich Ekkachai Janthana, Sittichai Suwonprateep | Tailândia     | 38s 80 | Jacarta | 2000                  |
| Recorde asiático      | Nobuharu Asahara, Shinji Takahira Shingo Suetsugu, Naoki Tsukahara            | Japão         | 38s 03 | Osaka   | 1 de setembro de 2007 |

## Medalhistas
| Ouro                                                                        | Prata                                                              | Bronze                                                                     |
| Japão · Sota Kawatsura · Masashi Eriguchi · Shinji Takahira · Hitoshi Saito | Hong Kong · Tang Yik Chun · Lai Chun Ho · Ng Ka Fung · Chi Ho Tsui | Taipé Chinesa · Wang Wen-Tang · Liu Yuan-Kai · Tsai Meng-Lin · Yi Wei-Chen |

## Cronograma
Todos os horários são locais (UTC+9).
| Data        | Hora  | Evento  |
| ----------- | ----- | ------- |
| 8 de julho  | 10:40 | Bateria |
| 10 de julho | 17:05 | Final   |

## Resultados

### Bateria
Qualificação: 3 atletas de cada bateria  (Q) mais os  2 melhores qualificados (q). 
| Posição | Bateria | Nacionalidade          | Atletas                                                                            | Tempo | Notas |
| ------- | ------- | ---------------------- | ---------------------------------------------------------------------------------- | ----- | ----- |
| 1       | 2       | Japão                  | Yuichi Kobayashi, Masashi Eriguchi, Shinji Takahira, Hitoshi Saito                 | 38.92 | Q     |
| 2       | 1       | China                  | Lao Yi, Liang Jiahong, Su Bingtian, Chen Qiang                                     | 39.15 | Q     |
| 3       | 2       | Hong Kong              | Tang Yik Chun, Lai Chun Ho, Ng Ka Fung, Tsui Chi Ho                                | 39.33 | Q     |
| 4       | 2       | Taipé Chinesa          | Wang Wen-Tang, Liu Yuan-Kai, Tsai Meng-Lin, Yi Wei-Chen                            | 39.36 | Q     |
| 5       | 1       | Tailândia              | Narakorn Chaiprasert, Wachara Sondee, Sompote Suwannarangsri, Jirapong Meenapra    | 39.68 | Q     |
| 6       | 1       | Coreia do Sul          | Yeo Ho-sua, Jeong Duk-hyung, Kim Kuk-young, Lim Hee-Nam                            | 39.75 | Q     |
| 7       | 1       | Índia                  | Ritesh Anand, Krishna Kumar Rane, Shameer Mon, Rahamatulla Molla                   | 40.13 | q     |
| 8       | 2       | Singapura              | Calvin Kang Li Loong, Muhammad Amirudin Jamal, Yeo Foo Ee, Elfi Mustapa            | 40.17 | q     |
| 9       | 1       | Omã                    | Fahad Al-Jabri, Yahya Al-Noufali, Abdullah Al-Sooli, Yousuf Aulud Thani            | 40.38 |       |
| 10      | 1       | Indonésia              | Farrel Octaviandi, Iswandi Iswandi, Fadlin Fadlin, Heru Astriyanto                 | 40.52 |       |
| 11      | 2       | Emirados Árabes Unidos | Hadef Saif Al Zaabi, Hussain Albalooshi, Bilal Jouma Al-Salfa, Omar Jouma Al-Salfa | DNF   |       |

### Final
A final da prova ocorreu dia 10 de julho às 17:05. 
| Posição           | Raia | Nacionalidade | Atletas                                                                         | Tempo | Notas |
| ----------------- | ---- | ------------- | ------------------------------------------------------------------------------- | ----- | ----- |
| Medalha de ouro   | 4    | Japão         | Sota Kawatsura, Masashi Eriguchi, Shinji Takahira, Hitoshi Saito                | 39.18 |       |
| Medalha de prata  | 7    | Hong Kong     | Tang Yik Chun, Lai Chun Ho, Ng Ka Fung, Tsui Chi Ho                             | 39.26 |       |
| Medalha de bronze | 8    | Taipé Chinesa | Wang Wen-Tang, Liu Yuan-Kai, Tsai Meng-Lin, Yi Wei-Chen                         | 39.30 |       |
| 4                 | 6    | China         | Lao Yi, Liang Jiahong, Su Bingtian, Chen Qiang                                  | 39.33 |       |
| 5                 | 5    | Tailândia     | Narakorn Chaiprasert, Wachara Sondee, Sompote Suwannarangsri, Jirapong Meenapra | 39.72 |       |
| 6                 | 9    | Coreia do Sul | Kim Kuk-Young, Lim Hee-Nam, Yeo Ho-Sua, Cho Kyu-Won                             | 39.85 |       |
| 7                 | 3    | Singapura     | Calvin Kang Li Loong, Muhammad Amirudin Jamal, Yeo Foo Ee, Elfi Mustapa         | 40.24 |       |
| 8                 | 2    | Índia         | Ritesh Anand, Krishna Kumar Rane, Shameer Mon, Rahamatulla Molla                | 40.38 |       |

Legenda
| Recorde mundial       | Recorde mundial (World record)               |                       | Recorde africano                      | Recorde africano (African) |                                           | Q | Classificado por posição (Qualified) |
| Recorde do campeonato | Recorde do campeonato (Championship record)  | Recorde da América    | Recorde da América (Americas)         | q                          | Classificado por melhor tempo (Qualified) |   |                                      |
| Melhor marca do ano   | Melhor marca do ano (World leading)          | Recorde asiático      | Recorde asiático (Asian)              | DNS                        | Não largou (Did not start)                |   |                                      |
| Recorde nacional      | Recorde nacional (National record)           | Recorde europeu       | Recorde europeu (European)            | DNF                        | Não terminou (Did not finish)             |   |                                      |
| Recorde pessoal       | Recorde pessoal do atleta (Personal best)    | Recorde da Oceania    | Recorde da Oceania (Oceania)          | DSQ / DQ                   | Desclassificado (Disqualified)            |   |                                      |
| Recorde da temporada  | Recorde da temporada do atleta (Season best) | Recorde sul-americano | Recorde sul-americano (South America) | NM                         | Sem marca (No mark)                       |   |                                      |